# Scenopinus politus
Scenopinus politus är en tvåvingeart som beskrevs av Kelsey 1973. Scenopinus politus ingår i släktet Scenopinus och familjen fönsterflugor.
Artens utbredningsområde är Nigeria. Inga underarter finns listade i Catalogue of Life.